# طابع ضريبة التجارة الدولية

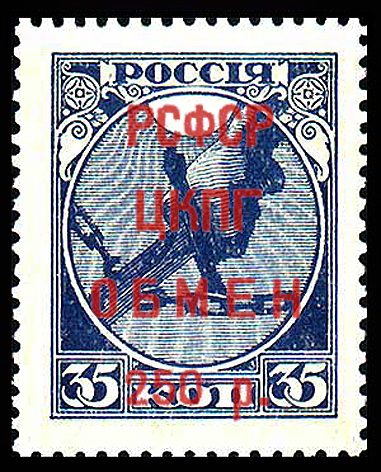
طابع لعام 1918 استخدمه بوسليدجول مع رسوم إضافية قدرها 250 روبل كطابع ضريبي للتجارة الدولية في عام 1922

طابع الضريبة للتجارة الدولية هو نوع من طوابع الإيرادات التي استخدمت في الاتحاد السوفييتي في عشرينيات وثلاثينيات القرن العشرين لفرض الضرائب على تجارة الطوابع. وقد اعتبرت الأخيرة بمثابة سلعة يمكن فرض الضرائب على هواة جمع الطوابع عليها. فرض هذا النوع من الضرائب من قبل الحكومة السوفييتية بالإضافة إلى الإيرادات التي جمعتها من مبيعات الطوابع. أصدرت طوابع ضريبية للتجارة الدولية من قبل اللجنة المركزية لبوسليدجول التابعة لـ مركز في تي إس آي كي ومنظمة مفوض الطوابع والسكريبوفيلي وفي وقت لاحق من قبل جمعية الطوابع السوفييتية.

## إصدارات الطوابع
في عام 1922 قدم أول طوابع ضريبية للتجارة الدولية بواسطة بوسليدجول. كانت هذه أول طابعتين بريديتين من جمهورية روسيا الاتحادية الاشتراكية السوفييتية صممهما ريهاردز زارينس وطبع عليهما رسوم إضافية بقيمة 250 و500 روبل على التوالي. لم تكن لهذه الطوابع التي فرض رسوم إضافية عليها قيمة بريدية واستخدمت كدليل على دفع الضرائب على الطوابع المصدرة من روسيا أو المستوردة إليها.

استمرت هذه الممارسة في ظل الاتحاد السوفييتي وفي ديسمبر 1923 ظهرت بعض ختم التأمين القيصرية كانت إصدارات خاضعة لرسوم تصدير إضافية فرضتها منظمة مفوض هواية الطوابع وفنون الكتابة. ولتحقيق نفس الغرض استخدمت الإصدارات السوفييتية النهائية لعام 1921 أيضًا.

أول طوابع ضريبية للتجارة الدولية في الاتحاد السوفييتي
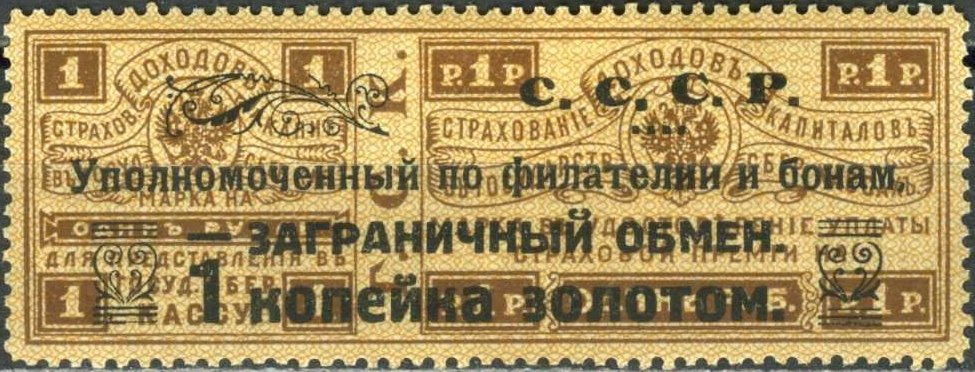
طابع ضريبي للتجارة الدولية بقيمة 1 كوبيك، أصدرته منظمة مفوضي هواية جمع الطوابع وهواية الخردة عام 1923
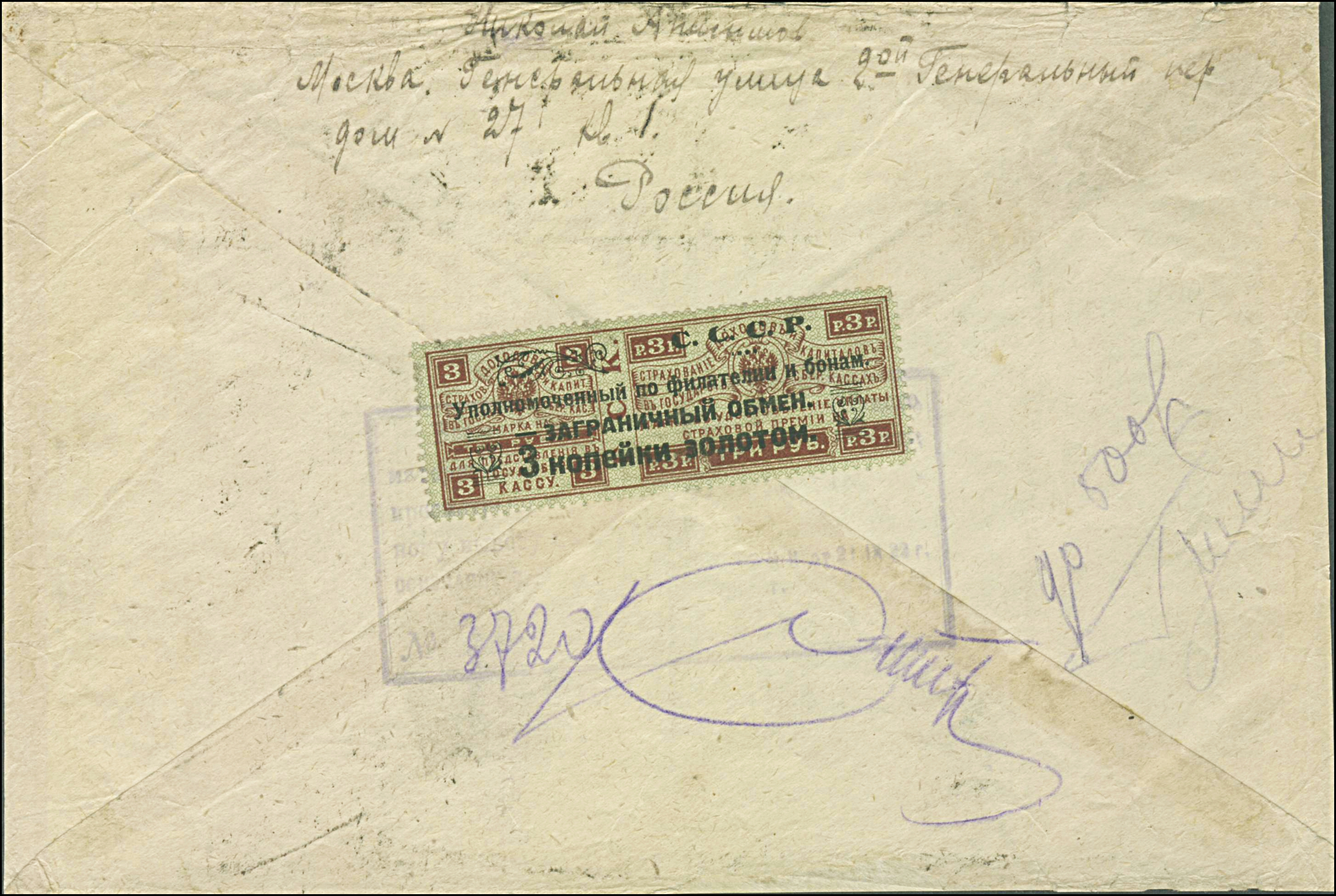
طابع ضريبة التجارة الدولية 3 كوبيك مستخدم عام 1924 على الغلاف قاموا بإلغاؤه رسميًا

وبعد ذلك أصدرت الحكومة طوابع ضريبية مماثلة من خلال منظمة مفوض الطوابع وهواة جمع الطوابع وجمعية الطوابع السوفييتية في أعوام 1925 و1928 و1931 و1932.

طوابع ضريبية للتجارة الدولية في الاتحاد السوفييتي
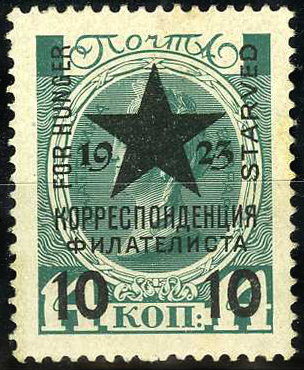
إصدار عام ١٩٢٣ من منظمة مفوض الطوابع وهواية الطوابع (فرع الشرق الأقصى). طابع بريدي مطبوع عليه الإمبراطورية الروسية.
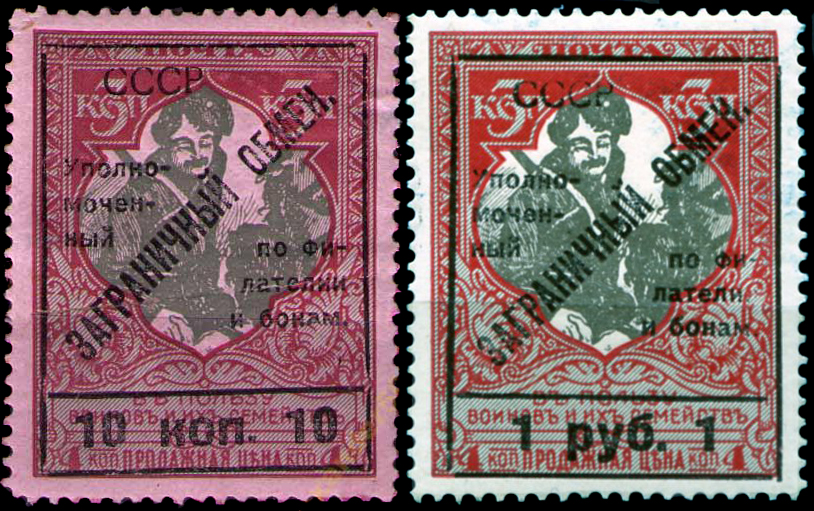
إصدار عام ١٩٢٥ من منظمة مفوضي هواية جمع الطوابع وحب الطوابع. طوابع شبه بريدية مطبوعة على طوابع الإمبراطورية الروسية.
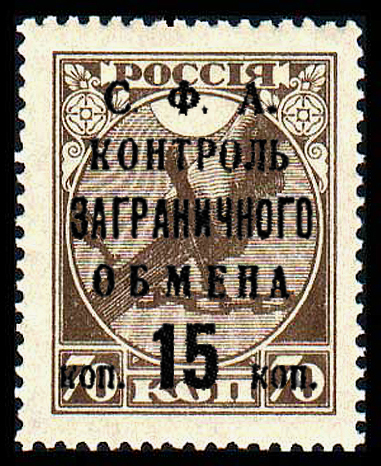
إصدار عام ١٩٣٢ من الجمعية السوفيتية لهواة جمع الطوابع. أول طابع بريدي لجمهورية روسيا الاتحادية الاشتراكية السوفيتية عام ١٩١٨ مطبوع عليه.

طوابع ضريبية للتجارة الدولية للاتحاد السوفييتي مستخدمة على الغلاف
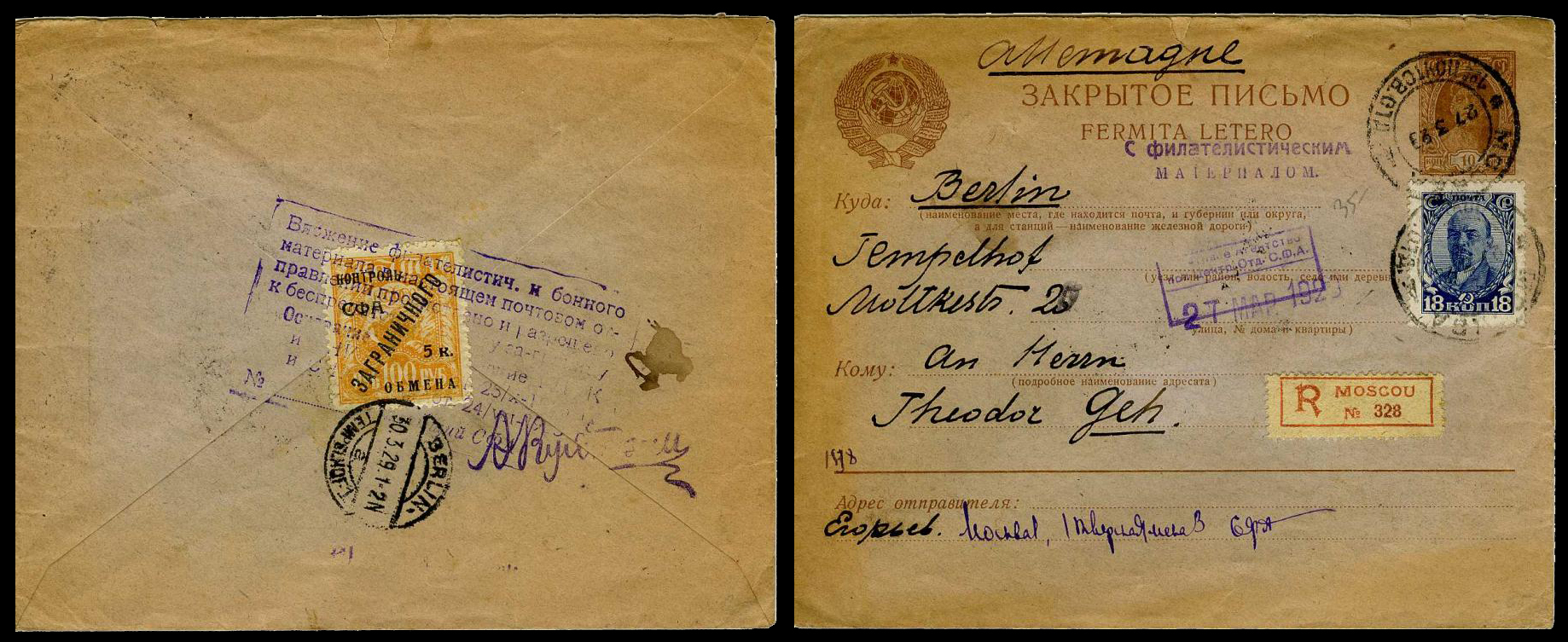
العدد 1928 المستخدم على الغلاف
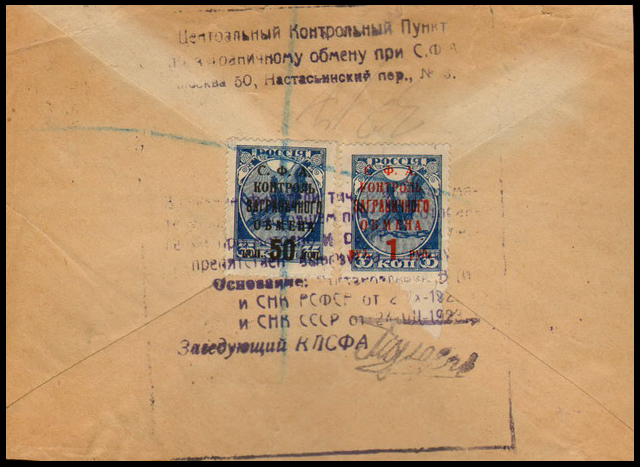
العدد 1932 المستخدم على الغلاف

## التاريخ
خلال فترة السياسة الاقتصادية الجديدة اتبعت الحكومة السوفييتية المبكرة سياسة تعتبر تجار الطوابع مجرد نوع آخر من التجار البرجوازيين الصغار . وقد سُمح لهم بممارسة أعمالهم مقابل دفع الضرائب مع أن بعضهم كانوا يديرون شؤونهم بالطريقة القديمة. انتشرت التجارة غير المشروعة بشكل خاص بين المتخصصين القدامى في مكتب التصدير حتى أن بعضهم قبض عليهم وسجنهم.
وبموجب السياسة الحكومية الجديدة أدخل ممارسة فرض الضرائب على هواة جمع الطوابع المشاركين في تجارة الطوابع الدولية في جميع أنحاء البلاد. كانت موسكو وخاركوف وطشقند وتبليسي ولينينغراد وروستوف أون دون وفلاديفوستوك وسيمفيروبول بمثابة نقاط وصول حيث كان يتعين دفع ضريبة التجارة. وجيهت الإيرادات من طوابع الضرائب التجارية الدولية إلى صناديق الإغاثة المختلفة.
واستنكر أعضاء جمعية هواة جمع الطوابع في عموم الاتحاد هؤلاء الهواة الذين لم يلتزموا بسياسة التداول الجديدة. على سبيل المثال ذكر أحد المحررين في مجلة مجموعة سوفيتسكي :
| « | للأسف، يوجد بين هواة جمع الطوابع العديد من المضاربين المزورين والصيارفين غير الشرفاء وغيرهم من تجار الطوابع الذين يحققون ربحًا شخصيًا من هواية جمع الطوابع. ومع ذلك هذا لا يقلل بالطبع من الأهمية الثقافية لهواية جمع الطوابع في حد ذاتها. | » |

في مقال آخر دعا أحد الأعضاء إلى منع في أوه كيه من إلقاء اللوم عليها باعتبارها "منظمة من التجار من القطاع الخاص وتتكون من المضاربين والأشخاص المحرومين من حقوقهم وعناصر مماثلة والتي بالطبع لا تستحق أدنى قدر من الثقة".
وردًا على ذلك قال المؤلف :
| « | إن إعطاء مثل هذا الوصف المخزي لمنظمة اجتماعية تعمل كما هو معروف على أساس القواعد التي وضعها جهاز الأمن الداخلي السوفييتي والتي لا يوجد بها عضو واحد محروم من حق التصويت ولكنها في الواقع تضم حزبًا مثيرًا للإعجاب من الحزب الشيوعي (البلاشفة) وطبقة من أعضاء كومسومول أمر ممكن فقط في وجود قدر كبير من الشجاعة والسخرية. | » |

وباستخدام الطوابع المطبوعة بشكل مناسب ظل نظام الضرائب على الطوابع قائماً على الأقل حتى عام 1940. حصلت الرسوم حتى على عينات الطوابع المرسلة إلى الخارج من قبل جمعية الطوابع السوفييتية وخليفتها قسم الطوابع في "ميزدونارودنايا كنيغا".